# Apollonias barbujana
Espèce
Apollonias barbujana est une  espèce de plantes à fleurs de la famille des Lauracées. C'est un arbre au feuillage persistant originaire des Açores, de Madère et des îles Canaries. Il peut atteindre une hauteur de 25 m. Il a de petites fleurs blanc verdâtre qui fleurissent d'octobre à mai, et des fruits de couleur noire à maturité.
Le bois, lourd et dur, est difficile à travailler, mais a été utilisé pour la construction navale (il y avait autrefois de grands arbres abondants au sud de Madère) et aussi dans la fabrication d’ustensiles agricoles. 

## Liste des sous-espèces
Selon Tropicos (20 mai 2013) (Attention liste brute contenant possiblement des synonymes) :
- sous-espèce Apollonias barbujana subsp. ceballosi (Svent.) G. Kunkel